# Cytochrome b5 reductase
Cytochrome-b5 reductase là enzym phụ thuộc NADH có chức năng chuyển đổi ferricytochrome từ dạng Fe3+ sang dạng Fe2+. Enzym khi gắn với FAD sẽ xúc tác cho phản ứng:
NADH + H+ + 2 ferricytochrome b5 → NAD+ + 2 ferrocytochrome b5
Với khả năng khử b5, enzym này tham gia vào quá trình khử và kéo dài mạch các axit béo, sinh tổng hợp cholesterol và chuyển hóa thuốc.
Enzym này cũng có thể xúc tác phản ứng methemoglobin thành hemoglobin bình thường, như vậy enzym còn có tên không chính xác là methemoglobin reductase. Dạng protein tương tự cytochrome b5 reductase trong hồng cầu (CYB5R1, CYB5R3) cũng thực hiện chức năng này (in vivo). Ferricyanide là một chất nền in vitro.
4 gen của người sau đây mã hóa trình tự cytochrome-b5 reductase:
- CYB5R1
- CYB5R2
- CYB5R3
- CYB5R4